# George Coburn
George Coburn (* 4. März 1920 in Dundalk, County Louth; † 25. Februar 2009 ebenda) war ein irischer Politiker (Fine Gael). Er war von 1954 bis 1961 Teachta Dála (Abgeordneter) des Unterhauses (Dáil Éireann) im Oireachtas.

## Karriere
Coburn wurde im März 1954 bei der Nachwahl für seinen verstorbenen Vater James Coburn im Wahlkreis Louth in den Dáil gewählt. Bei den Wahlen im Mai 1954 konnte er diesen Sitz halten und auch bei den Wahlen 1957 verteidigen. Coburn nahm an den Wahlen 1961 nicht teil und emigrierte mit seiner Frau Kathleen nach London. Dort arbeitete er bis 1985 in der Postverwaltung. 